# STS-400

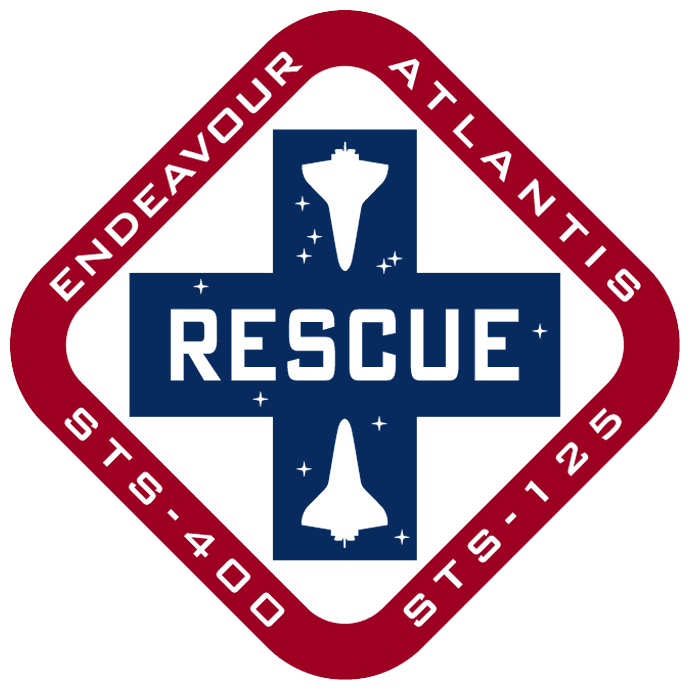
STS-400-Missionsemblem

STS-400 (englisch Space Transportation System) ist die Missionsbezeichnung für eine Rettungsmission, die für den Fall einer irreparablen Beschädigung der Atlantis auf der Space-Shuttle-Mission STS-125 vorbereitet wurde. Es war geplant, im Notfall die sieben Besatzungsmitglieder der Hubble-Wartungsmission mithilfe des US-amerikanischen Space Shuttle Endeavour zu retten. Da STS-125 ohne eine Beschädigung der Raumfähre durchgeführt wurde, wurde die Mission nie ausgeführt.

## Geplante Mannschaft

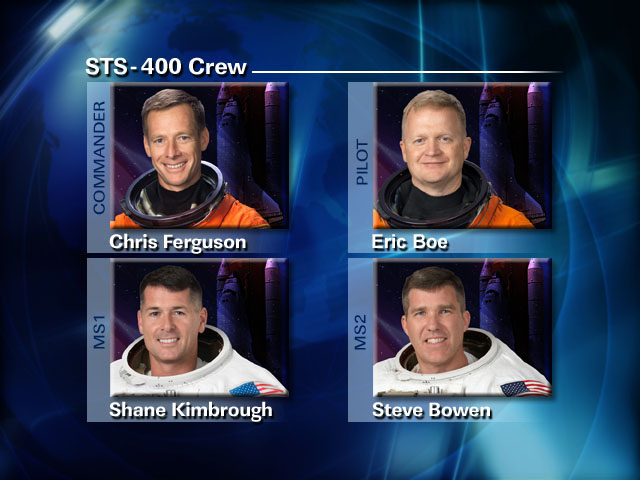
Die STS-400-Crew

Die Mannschaft der Rettungsmission bestand aus vier der Astronauten, die im November 2008 die Mission STS-126 durchführten: Kommandant, Pilot und zwei Missionsspezialisten mit Erfahrung bei Weltraumausstiegen:
- Chris Ferguson (3. Raumflug), Kommandant
- Eric Boe (2. Raumflug), Pilot
- Stephen Bowen (2. Raumflug), Missionsspezialist
- Robert Kimbrough (2. Raumflug), Missionsspezialist

Ursprünglich waren hierfür vier Mitglieder der Mannschaft von STS-123 vom März 2008 vorgesehen:
- Dominic Gorie (5. Raumflug), Kommandant
- Gregory H. Johnson (2. Raumflug), Pilot
- Michael Foreman (2. Raumflug), Missionsspezialist
- Robert Behnken (2. Raumflug), Missionsspezialist

Inzwischen wurden jedoch Mike Foreman der Mission STS-129 und Bob Behnken der Mission STS-130 zugeteilt. Beide Flüge wurden erst Ende 2009 beziehungsweise Anfang 2010 durchgeführt. Aus diesem Grund wurde STS-400 eine andere Mannschaft zugeteilt.

## Hauptunterschiede zu einer normalen Rettungsmission
Während bei einer normalen Rettungsmission die Internationale Raumstation (ISS) als sicherer Hafen für die Hauptmission dient, ist diese von der Umlaufbahn Hubbles aus nicht erreichbar. Daher musste für die Rettung einer Hubblewartungsmission ein neuer Rettungsplan entwickelt werden. Dieser beinhaltet einen auf drei Weltraumausstiegen basierenden Umstieg.

## Vorbereitungen

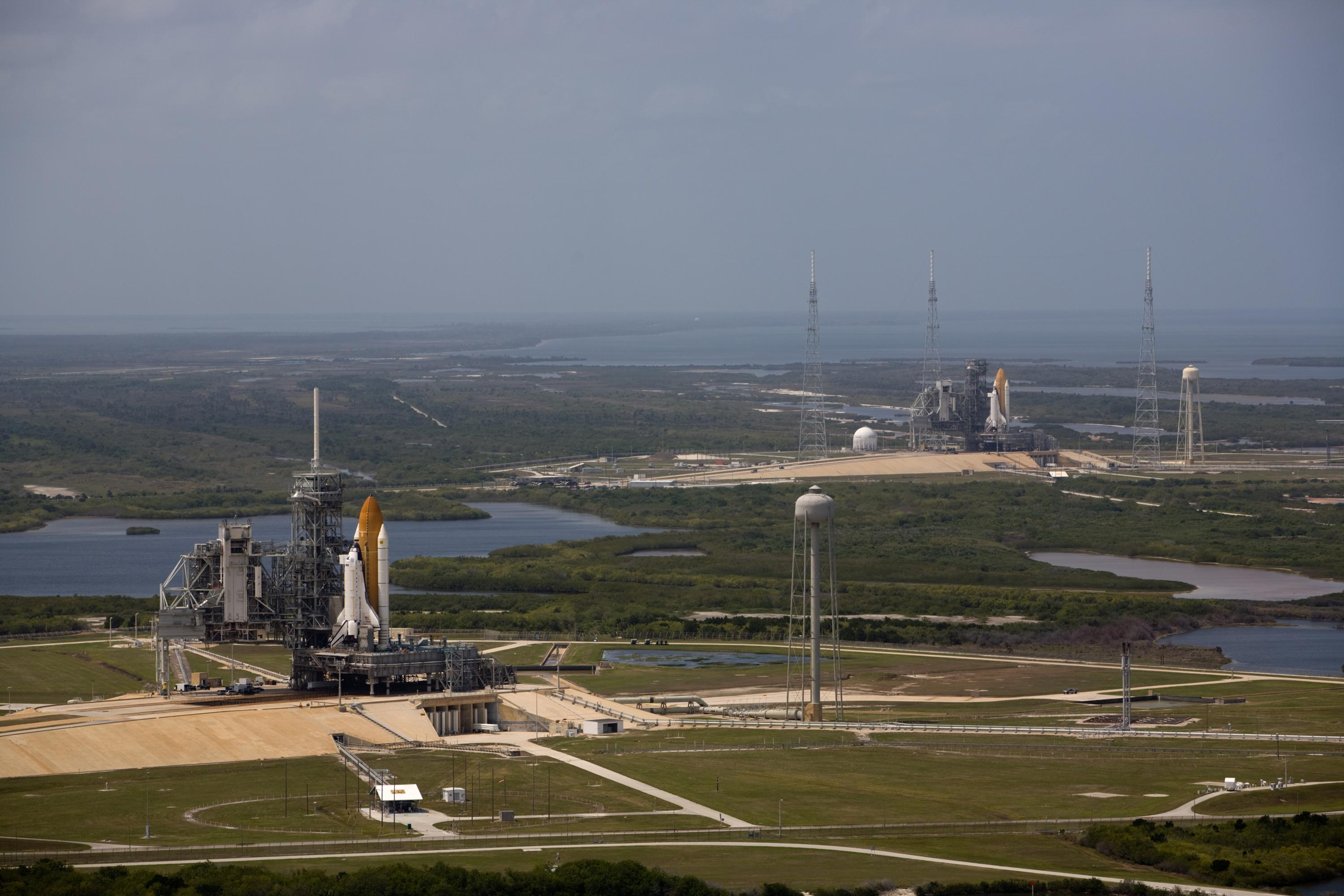
Atlantis (vorne) und Endeavour auf den Startanlagen

Nach ihrer letzten Mission wurde die Endeavour in die Orbiter Processing Facility (OPF) gebracht, wo die routinemäßigen Nachinspektionen durchgeführt wurden. Anschließend stand sie als Rettungsshuttle für die Mission STS-326 bereit, für den Fall, dass die Crew der STS-124-Mission aufgrund eines defekten Hitzeschildes gezwungen gewesen wäre, auf der ISS zu verweilen. Nach einem erfolgreichen Ende der STS-124-Mission begannen am 11. Juli 2008 im Vehicle Assembly Building (VAB) die Vorbereitungen auf den Flug, indem damit begonnen wurde, die Solid Rocket Booster zusammenzubauen. Am 11. August traf der externe Tank ein, der am 29. August zwischen die Booster montiert wurde. Die Montage der Endeavour am externen Tank erfolgte am 12. September, einen Tag nach dem Rollover von der OPF zum VAB, sodass das Rollout zur Startanlage 39B am 19. September erfolgen konnte.

### Planänderung

Rettungsplan

Durch Hubbles wissenschaftlichen Formatierungsrechner, der Ende September ausfiel und während STS-125 ersetzt wurde, wurde die STS-125-Mission auf frühestens Januar 2009 verschoben. Die Atlantis wurde am 13. Oktober entladen und am 20. Oktober ins VAB zurückgebracht. Die Endeavour wurde am 23. Oktober zur Startanlage 39A überführt und startete von dort zur STS-126-Mission.
Da die Endeavour zu dieser Zeit bereits als Rettungsshuttle vorbereitet war, ihre Hauptmission STS-126 nun jedoch vorgezogen wurde und sie durch die Discovery als Rettungsshuttle abgelöst wurde, ist dies die einzige Shuttlemission, auf die zwei Shuttles aktiv vorbereitet wurden. Aufgrund dieser Änderung war eine Änderung der Missionsbezeichnung in STS-401 nicht auszuschließen.
Am 30. Oktober wurde bekanntgegeben, dass das Ersatzteil nicht vor April 2009 verfügbar sei, weshalb die Rolle des Rettungsshuttles wieder an die Endeavour übergeben wurde.
Anfang 2009 wurde bekannt, dass man eine bis dato verworfene Option wieder in Betracht ziehe, um einen Juli-Start von Ares I-X zu gewährleisten. Diese „single pad“ genannte Option würde die Endeavour vor der Atlantis zur Startanlage 39A bringen und so weit wie möglich vorbereiten, sodass sie wieder ins VAB gerollt werden kann. Die Atlantis würde dann zur Startanlage fahren und normal starten. Anschließend würde man die Startanlage für einen weiteren Start vorbereiten, sodass die Endeavour spätestens 15 Tage nach der Atlantis starten könnte. Hätte man sich für diese Option entschieden, hätte das Constellation-Programm Startanlage 39B umgehend übernehmen und so weit wie für den Start von Ares I-X modifizieren können. Jedoch blieb es bei der „Dual Pad“-Variante, da die Vorbereitungen auf Ares I-X hinter dem Zeitplan lagen und die größten Arbeiten an der Startanlage bereits beendet waren.
Die Endeavour wurde am 10. April zum VAB überführt, wo sie über das Osterwochenende am externen Tank montiert wurde. Sie wurde am 17. April zur Startanlage 39B gefahren. Um im Ernstfall einen raschen Start zu gewährleisten, begab sich die Besatzung am 11. Mai 2009 in Quarantäne. Wenige Tage später erreichte die Endeavour den Zustand, den sie vor Beginn des Countdowns, drei Tage vor dem Start, haben muss. Sie blieb in dieser Konfiguration, bis am 20. Mai der Countdown gestartet wurde, um die Reaktionszeit zu verkürzen. Nur einen Tag später wurde der Atlantis die Rückkehrerlaubnis erteilt und die Endeavour von ihrer Rettungsaufgabe befreit. Die Atlantis landete am 24. Mai am Luftwaffenstützpunkt Edwards. Eine Woche später wurde die Endeavour zur Startanlage 39A überführt, von der sie am 15. Juli zur Mission STS-127 startete.

## Missionsplan

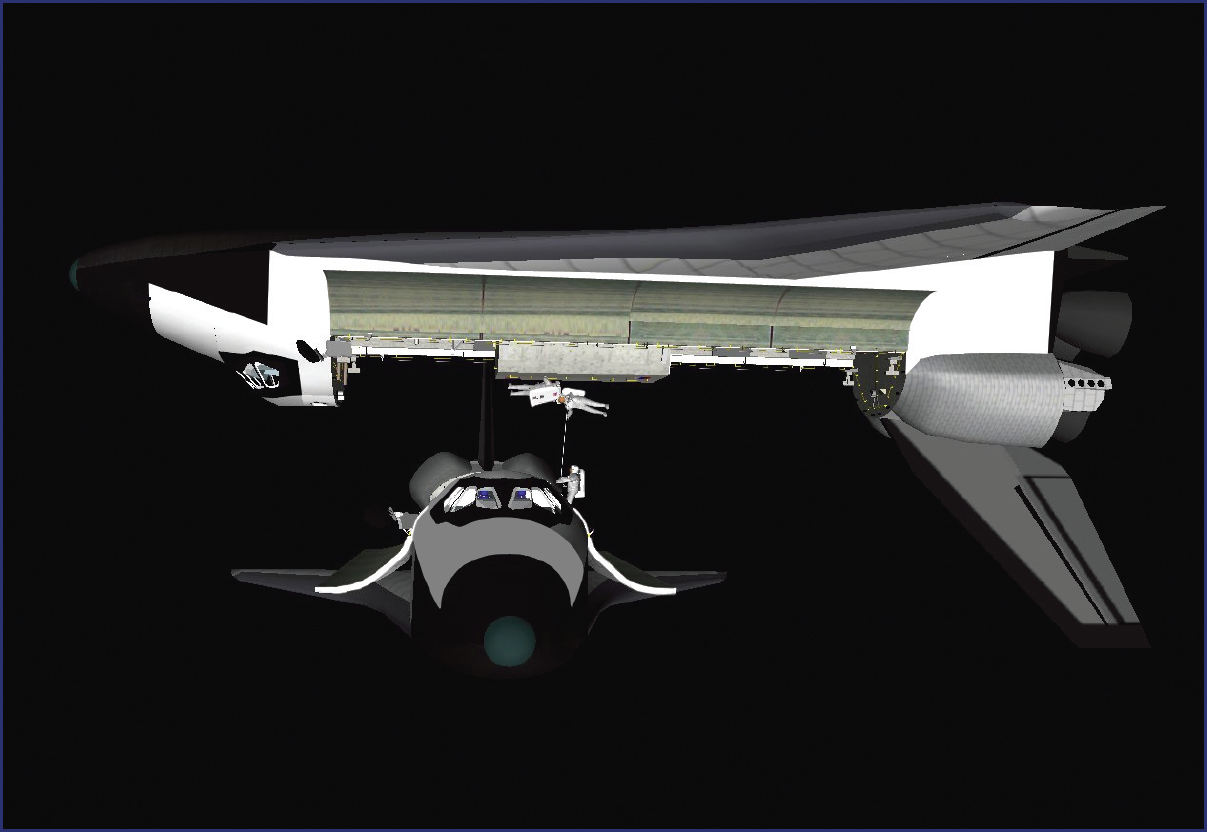
Shuttle-Shuttle Konstellation während der Rettungsmission

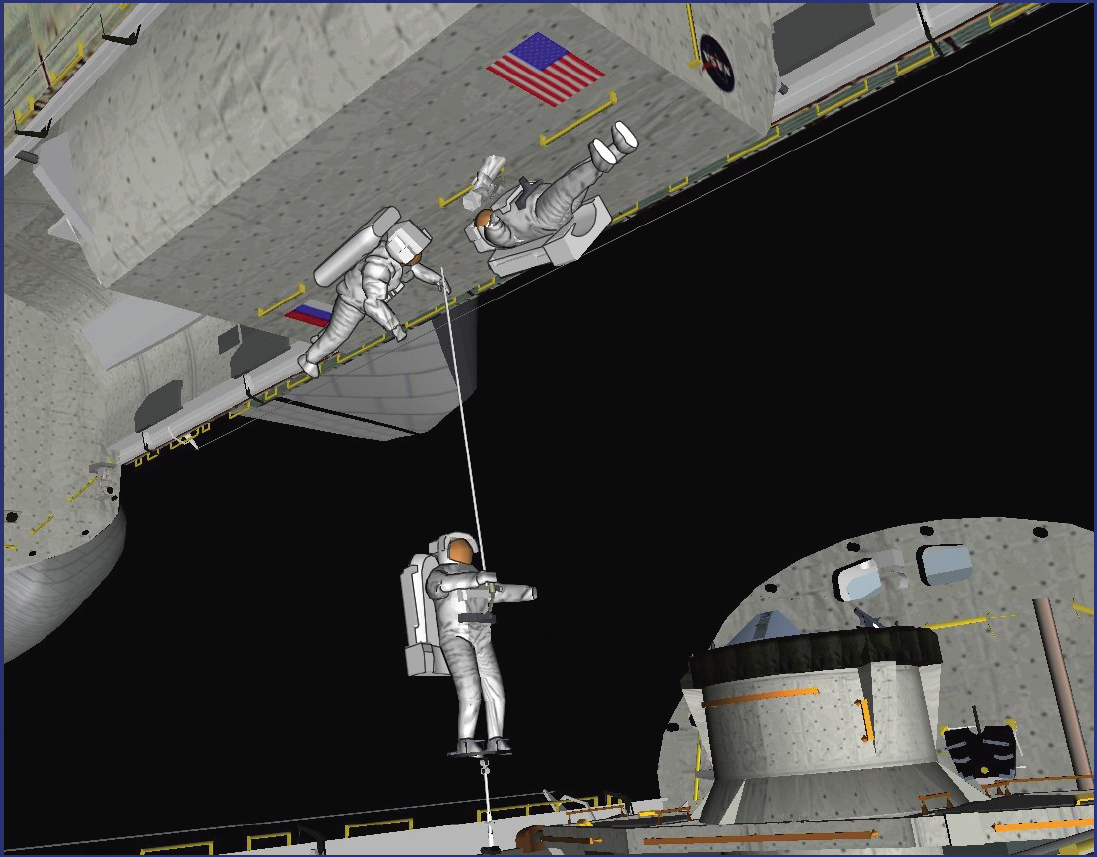
Astronauten hangeln sich an einem Seil entlang

Während des ersten Flugtages wären die Laderaumklappen geöffnet und das Orbiter Boom Sensor System (OBSS) für die Überprüfung des Hitzeschildes am zweiten Flugtag vorbereitet worden, indem dieser vom Remote Manipulator System (RMS) ergriffen worden wäre. Im Zuge des ersten Flugtages hätten mehrere Triebwerksstarts für die nötige Bahnhöhe von 600 km gesorgt. Während des Flugtags zwei hätte man den OBSS wieder verstaut und es wären Vorbereitungen für die zu rettenden Astronauten getroffen worden. Zudem hätte man den auf dem Rettungsshuttle vorhandenen Raumanzug (Extravehicular Mobility Unit EMU) für den Transfer zur Atlantis vorbereitet. Schließlich wäre das Rendezvous mit der Atlantis durchgeführt worden und man hätte diese mit dem Endeavour-Roboterarm ergriffen.
Am dritten Tag war ein Außenbordeinsatz geplant. Während des Ausstiegs wären Megan McArthur und Andrew Feustel umgestiegen. Außerdem wäre die EMU in die Gegenrichtung transferiert und ein Seil zwischen den Luftschleusen gespannt worden. John Grunsfeld wäre ebenfalls umgestiegen, hätte jedoch am zweiten Ausstieg am Folgetag teilgenommen, während dessen er beim Transport von zwei Raumanzügen zur und vier Advanced Crew Escape Suits (ACE-Suits) von der Atlantis geholfen hätte. Außerdem wäre Gregory H. Johnson umgestiegen. Grunsfeld wäre ebenfalls in die Endeavour gestiegen und durch Michael Massimino abgelöst worden, der am zweiten und dritten Ausstieg teilgenommen hätte. Während des letzten Ausstiegs hätten er, Scott Altman und Michael Good sowie die letzten drei Start- und Landeanzüge in das Rettungsshuttle Endeavour gewechselt, jedoch hätte das Hubble-Wartungsmissionsshuttle erst wieder vom Rettungsshuttle losgelassen werden müssen. Außerdem hätte man das Seil entfernt und sich bereitgehalten, den Roboterarm der Endeavour falls nötig manuell zu lösen.
An Flugtag fünf hätte die Spätinspektion des Hitzeschildes stattgefunden, an Flugtag sechs hätte man eine Landung im Kennedy Space Center versucht.
Die Atlantis wäre durch einen zerstörerischen Wiedereintritt zum Verglühen gebracht worden und die Trümmer wären nördlich von Hawaii niedergegangen.